# Organisation étudiante
Une organisation étudiante regroupe des étudiants, en général sous la forme d’une association. On peut distinguer deux groupes principaux : les représentations étudiantes, qui ont pour but de défendre les intérêts de leurs membres, et les associations étudiantes, qui sont des regroupements d’étudiants autour d’un but, un sujet ou un intérêt commun.
Parmi les associations étudiantes, on trouve les diverses société d’étudiants, qui cultivent un folkore et des traditions particulières. En font partie les Studentenverbindung du monde germanique et les fraternités étudiantes (dites « grecques ») anglo-saxonnes.
Les associations étudiantes sont plus ou moins nombreuses selon les écoles. Par exemple, dans les écoles de commerce en France, les associations étudiantes sont nombreuses et regroupent plus d'activités que dans d'autres écoles. Elles peuvent regrouper des étudiants autour d'un sport en particulier, rassembler autour de la musique, de valeurs communes (par exemple sur le développement durable ou des projets humanitaires).

## Représentation étudiante
Les organisations de représentation étudiante sont des associations étudiantes qui ont pour but de défendre les intérêts des étudiants et d'exprimer leurs opinions sur la gestion universitaire en général, que ce soit les infrastructures (restauration universitaire, logements étudiants), la stratégie (recherche scientifique) ou la conduite politique (discrimination). Elles sont présentes au niveau intra-universitaire (facultés et université), régional, national et international.
- Union nationale des étudiants de France et ses associations générales
- Union des étudiant-e-s de Suisse
- Union des étudiants d’Europe
- ainsi que toutes les associations facultaires

## Associations étudiantes

### Thématiques
Les étudiants peuvent se regrouper pour des raisons politiques et même fonder des sections universitaires d'un parti politique. Les associations peuvent promouvoir des activités sportives (clubs de sport), intellectuelles (club de débat) ou ludiques.
Les associations peuvent également rassembler des étudiants venant du même endroit, ou partageant la même religion.

### Sociétés d'étudiants
Le concept de société d'étudiants recouvre des associations étudiantes qui cultivent un folklore et des traditions spécifiques ; il s'agit surtout des Studentenverbindungen germaniques.
Il existe également un folklore étudiant particulier, lié à chaque école ou filière : le folklore belge, les Gadzarts ou la Faluche, etc.

#### Studentenverbindung
Présentes dans le monde germanique (Allemagne, Autriche, Suisse alémanique mais également romande et Liechtenstein), les Studentenverbindungen sont anciennes. Pour leur forme la plus ancienne, celle du « Corps », elle remonte à la fin du XVIIIe siècle. On trouve d'autres formes de sociétés d'étudiants dans le monde germanique, comme les Burschenschaften.

#### Goliardia
Un ordre goliardique (en italien : ordini goliardici), couramment appelé Goliardia, est une forme de société d'étudiants présente dans le monde académique italien.